# Andrea Amrhein
Andrea Amrhein (Gunzwil, 4 febbraio 1844 – Beuron, 29 dicembre 1927) è stato un monaco cristiano svizzero, dell'Ordine di San Benedetto (OSB), che fondò la Congregazione di Sant'Ottilia, una delle congregazioni monastiche di diritto pontificio che costituiscono la Confederazione Benedettina.

## Biografia

### Giovinezza
Josef Georg Amrhein nasce in una famiglia di agricoltori di Lucerna. Studia a Beromünster e Lucerna. Si ammala gravemente nel 1862 e si reca in Italia per farsi curare. Una volta rientrato, resta particolarmente colpito dalle prediche di un Gesuita svizzero, padre Peter Roh.
Decide di andare a Parigi e Lucerna, per proseguire i suoi studi e - durante l'autunno 1868 – anche presso l'Università di Tubinga, per seguire teologia. Qui incontra Karl Josef von Hefele (futuro Vescovo di Rottenburg), il quale lo introduce alla spiritualità benedettina. Il giovane Josep Georg entra nell'Arciabbazia di Beuronnel 1870, allora in piena espansione.
Prende i voti col nome di Andreas (Andrea) e viene ordinato prete il 16 luglio 1872. Entra subito a far parte di un gruppo di monaci, che fondano l'Abbazia di Maredsous in Belgio, ma è costretto a rientrare per via della sua fragile salute.
Appassionato d'arte, si interessa di pittura presso l'Abbazia di Beuron. 
Ritornerà a Maredsous nel 1876, dove diventa infermiere e cantore: sempre lì, dipingerà degli affreschi ancora presenti nell'Abbazia.

### Vocazione di missionario
Padre Arnold Janssen diventa il mentore di padre Amrhein. Animato dal desiderio di essere missionario, Padre Amrhein richiede l'autorizzazione da parte del suo superiore, per formare un gruppo missionario, ma non ottiene risposta. 
Altri Gesuiti che lo incoraggiano a non mollare nel suo intento: viene mandato dai suoi superiori tra il 1880-1882 nella nuova Abbazia fondata da Erdington Beuron in Inghilterra, come insegnante al liceo presso l'abbazia. Viene dunque inviato presso i Missionari di Mill Hill a Londra.
Si tratta di un periodo di espansione e crescita per la famiglia Benedettina con la fondazione di nuove abbazie in America, Svizzera, Francia...
Padre Amrhein ottiene l'autorizzazione dall'arco-abate di Beuron a sperimentare, a condizione che sia supervisionato da Beuron. 
Parte per Roma nel gennaio 1883 al fine di chiedere consiglio e – soprattutto –ò l'autorizzazione alla Congregazione della Propagazione della Fede.
Monsignor Jacobini gli consiglia di fermarsi un paio di mesi presso i Padri della Società del Verbo Divino. 
Il suo rettore padre Arnold Janssen scrive una lettera di raccomandazione all'arci-abate Maurus, affinché Padre Amrhein possa creare una nuova congregazione, separata dalla Congregazione di Beuron, col fine di evangelizzare le colonie. A questo riguardo, padre Amrhein riceve il sostegno di Steyl e Mill Hill.

### Fondatore
Vista dell'Abbazia di Sant'Ottilia. Padre Amrhein diventa Superiore Generale a Reichenbach nel 1884 e la nuova congregazione dei missionari diventa quella dei Benedettini missionari di Sainte-Odile. In seguito, fonda, dopo aver ricevuto il permesso dal ministro bavarese della cultura nel 1885, l'Arciabbazia di Sant'Ottilia (Sankt Ottilien) in Baviera, dove ne rileva la proprietà nel 1886. Padre Amrhein terrà la prima Messa nella cappella di Sainte-Odile il 25 gennaio 1887. 
Nello stesso anno, iI primo monaco-sacerdote verrà inviato nell'Africa Orientale tedesca, dove sia i monaci che le benedettine missionarie incontrano anche la malattia e talvolta la morte. Il loro entusiasmo e dedizione non vengono comunque meno.
Nell'estate del 1895,  Amrhein, minato dalla fatica, ha un esaurimento nervoso mentre si trova a Roma per fondare un generalato. 
È costretto a rassegnare le sue dimissioni dalla Congregazione alla fine dell'anno. Il sub-priore, Padre Mauro Hartmann, lo sostituisce nell'interim. 
L'Abbazia a quel tempo conta sedici sacerdoti, tredici studenti religiosi, quarantasei fratelli e settantuno sorelle. L'Abbazia divenne nel 1896, dopo una visita ufficiale, un priorato direttamente dipendente Roma. L'Abate Ildefons Schober, proveniente dall'Abbazia di Seckau, è nominato dal Superiore Generale Roma qualche mese più tardi. La Congregazione verrà approvata da Roma nel 1914.
Nel frattempo, P. Arnheim riguadagna un po' di salute nei suoi soggiorni tra Roma e Firenze, una città – quest'ultima - che egli ha sempre particolarmente apprezzato in gioventù per via della sua arte. Si reca a Zurigo nel 1901 e poi presso l'Abbazia territoriale di Einsiedeln e di Abbazia di Mariastein.
Finisce per stabilirsi nel 1907 a Stoccarda, dove compila il catechismo della Diocesi di Rottenburg. 
Giunto al termine della sua vita, chiede di trascorrere i suoi ultimi giorni a Sainte-Odile, dove fa rientro nel 1923.
Padre Arnheim muore nel 1927 senza aver mai ritrovato la propria salute mentale.